# Symmachia rita
Symmachia rita är en fjärilsart som beskrevs av Otto Staudinger 1888. Symmachia rita ingår i släktet Symmachia och familjen Riodinidae. Inga underarter finns listade i Catalogue of Life.